# Kozly (Tišice)
Kozly jsou velká vesnice, část obce Tišice v okrese Mělník ve Středočeském kraji. Nachází se asi dva kilometry jižně od Tišic. Leží na pravém břehu Labe. Je zde evidováno 367 adres. Trvale zde žije 310 obyvatel.
Kozly leží v katastrálním území Kozly u Tišic o rozloze 5,37 km².

## Historie
První písemná zmínka o vesnici pochází z roku 1052.
Ve vsi Kozly (520 obyvatel, přístav, katolický kostel, samostatná ves se později stala součástí Tišic) byly v roce 1932 evidovány tyto živnosti a obchody: 2 holiči, 2 hostince, 2 kováři, krejčí, obuvník, 6 obchodů s vocem a zeleninou, pekař, povozník, 4 rolníci, 3 řezníci, 3 obchody se smíšeným zbožím, Spořitelní a záložní spolek pro Kozly, 2 švadleny, trafika, truhlář, obchod s velocipedy.

## Přírodní poměry
K východnímu okraji vesnice zasahuje část přírodní památky Polabí u Kostelce. Jižně od vesnice se na pravém břehu Labe nachází přírodní památka Jiřina.

## Obyvatelstvo
| Rok            | 1869 | 1880 | 1890 | 1900 | 1910 | 1921 | 1930 | 1950 | 1961 | 1970 | 1980 | 1991 | 2001 | 2011 | 2021 |
| -------------- | ---- | ---- | ---- | ---- | ---- | ---- | ---- | ---- | ---- | ---- | ---- | ---- | ---- | ---- | ---- |
| Počet obyvatel | 322  | 401  | 361  | 384  | 471  | 497  | 521  | 507  | 438  | 414  | 347  | 279  | 310  | 528  | 702  |
| Počet domů     | 49   | 58   | 62   | 75   | 93   | 98   | 119  | 177  | 177  | 139  | 119  | 146  | 155  | 185  | 243  |

## Obecní správa
Při sčítání lidu v letech 1850–1960 byly Kozly samostatnou obcí, nejprve v okrese Karlín, v letech 1910–1950 v okrese Brandýs nad Labem a od roku 1960 v okrese Mělník. Od 1. července 1960 jsou částí obce Tišice v okrese Mělník.

## Pamětihodnosti
- Kostel Všech svatých
- Jižně od vesnice, na levém břehu Labe, se nachází pozůstatky kozelského hradiště z doby halštatské nebo z raného středověku.[10]

## Slavní rodáci
- Helena Aeschbacher-Sinecká (* 1945), básnířka a výtvarnice

## Fotogalerie

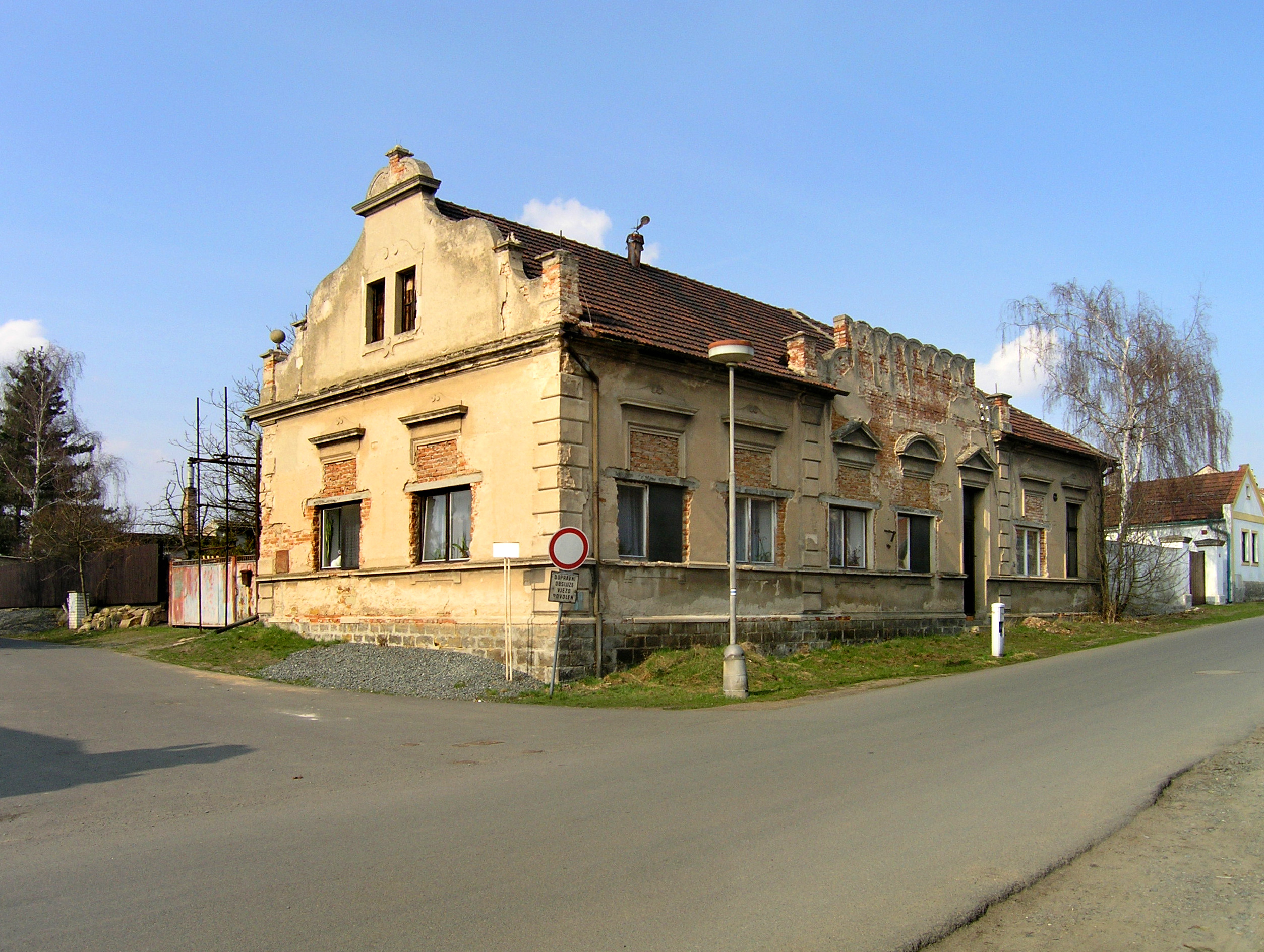
Dům čp. 246
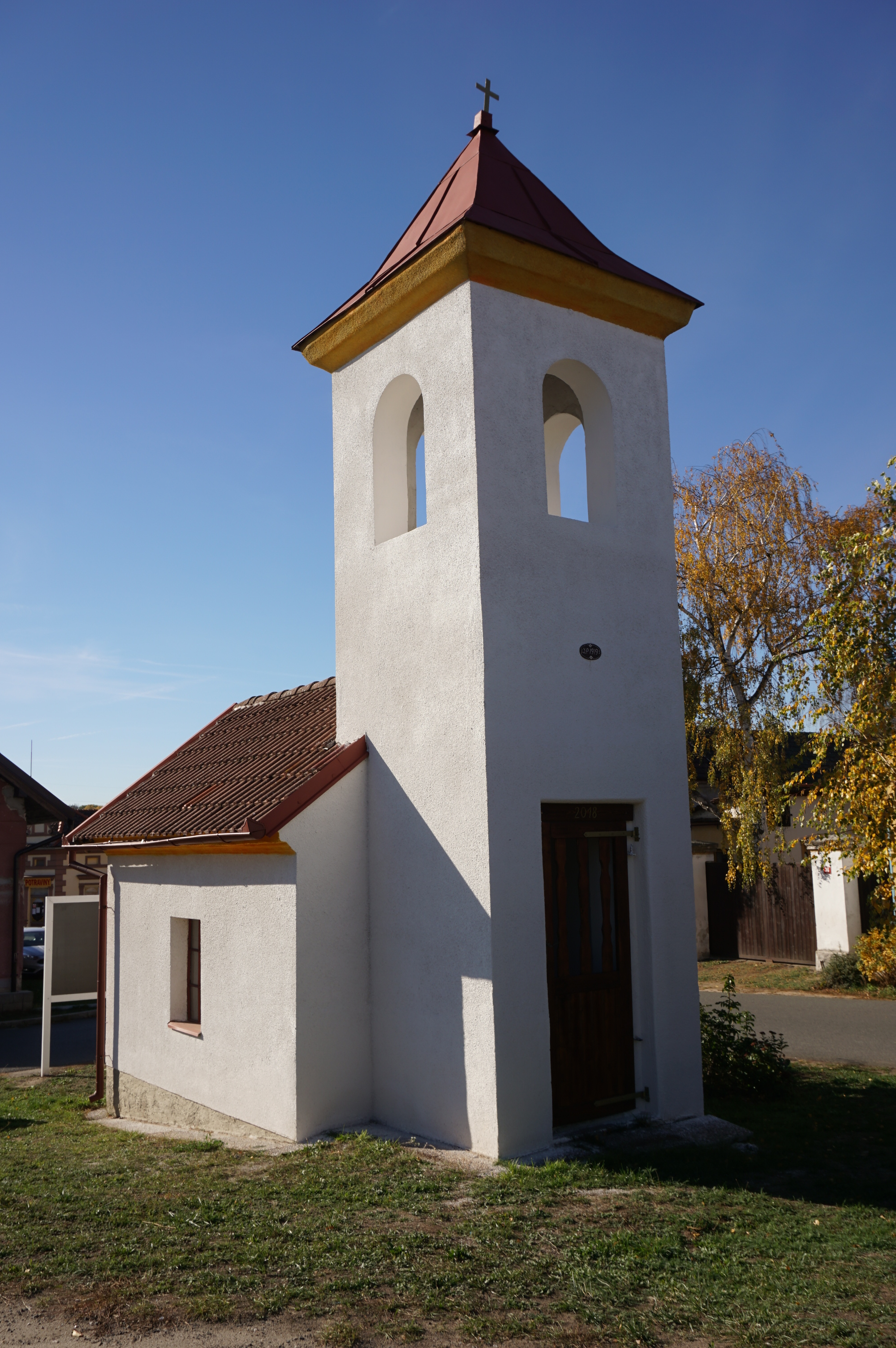
Kaple
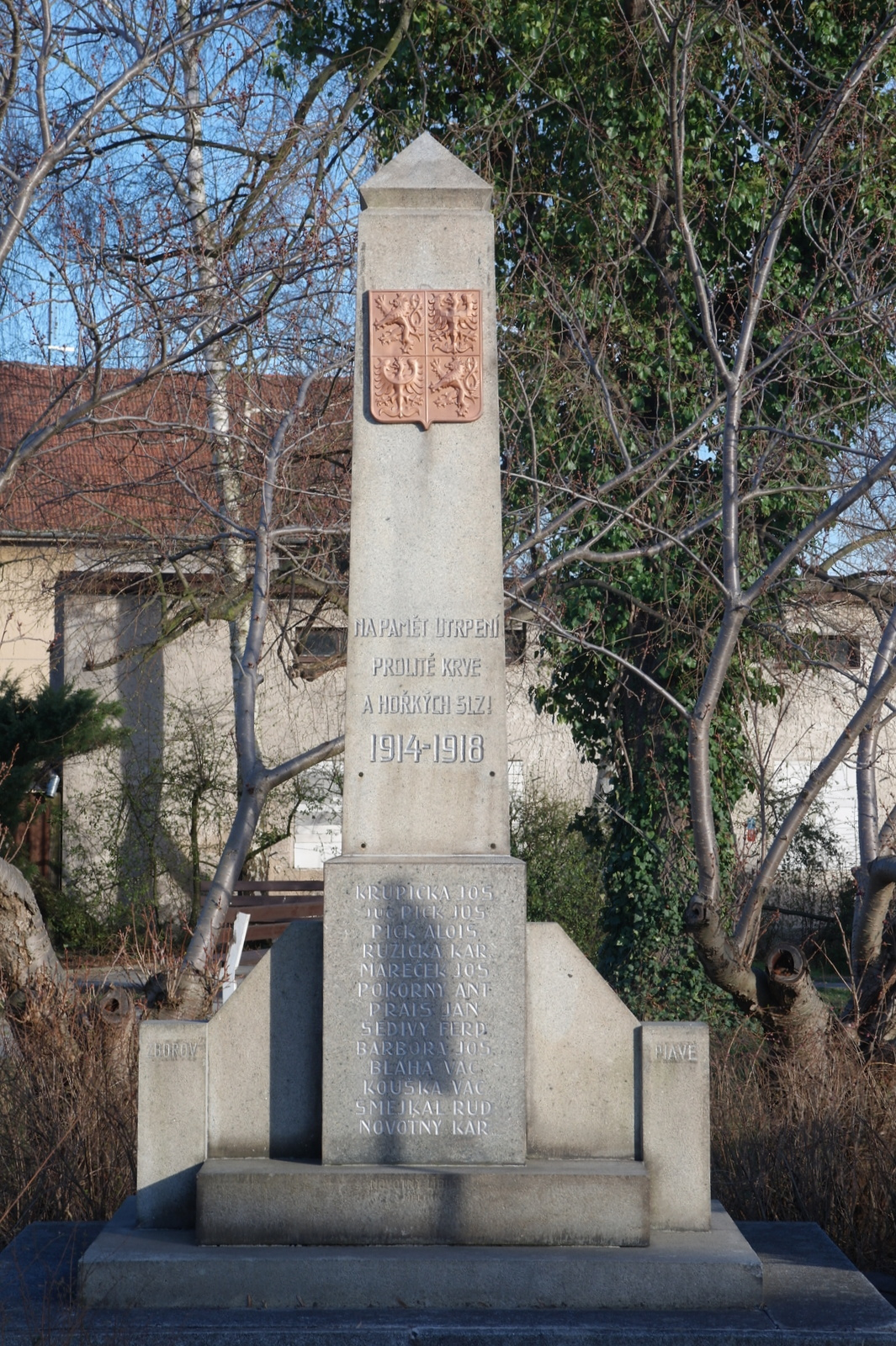
Pomník padlým
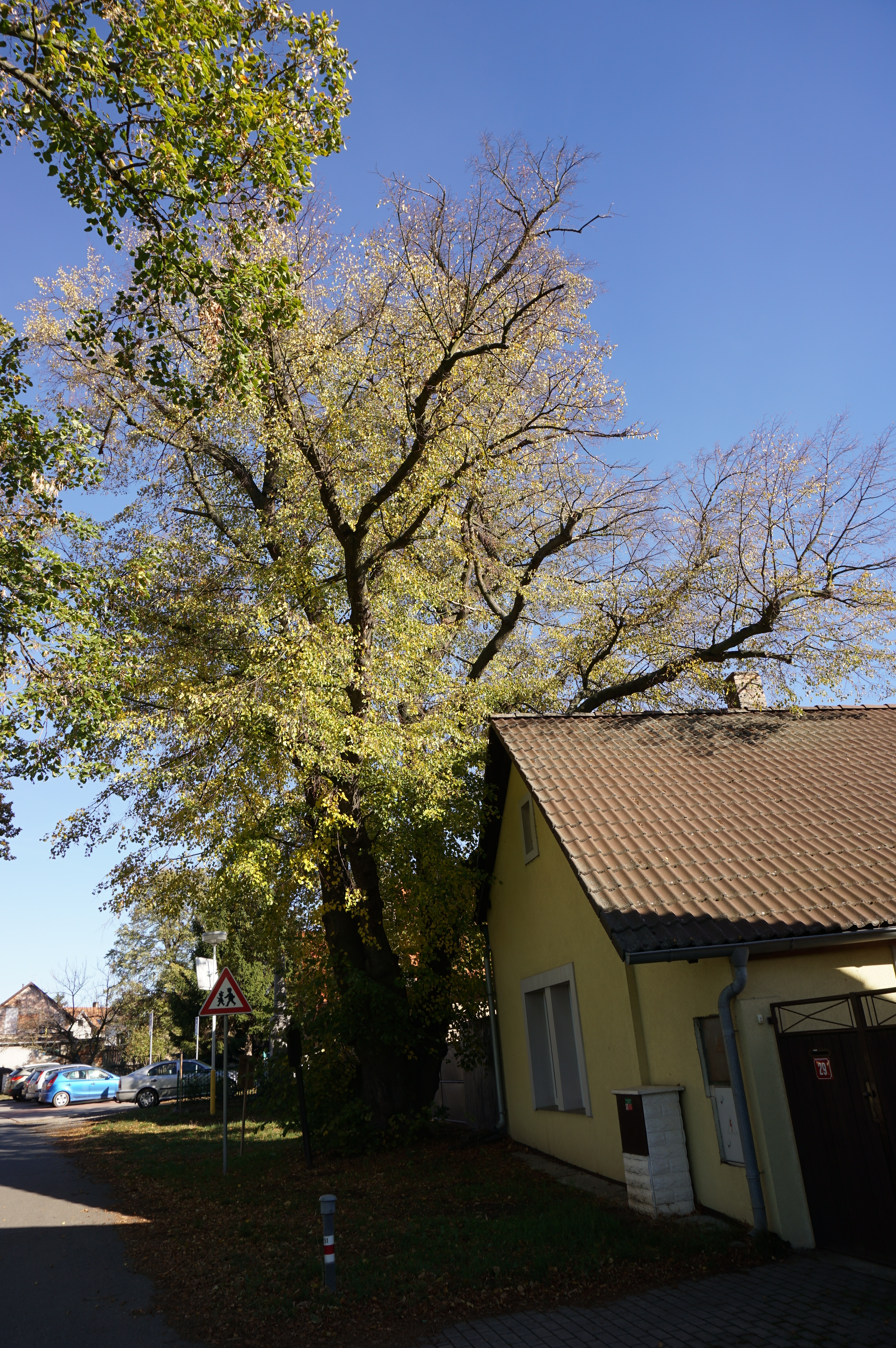
Památná lípa
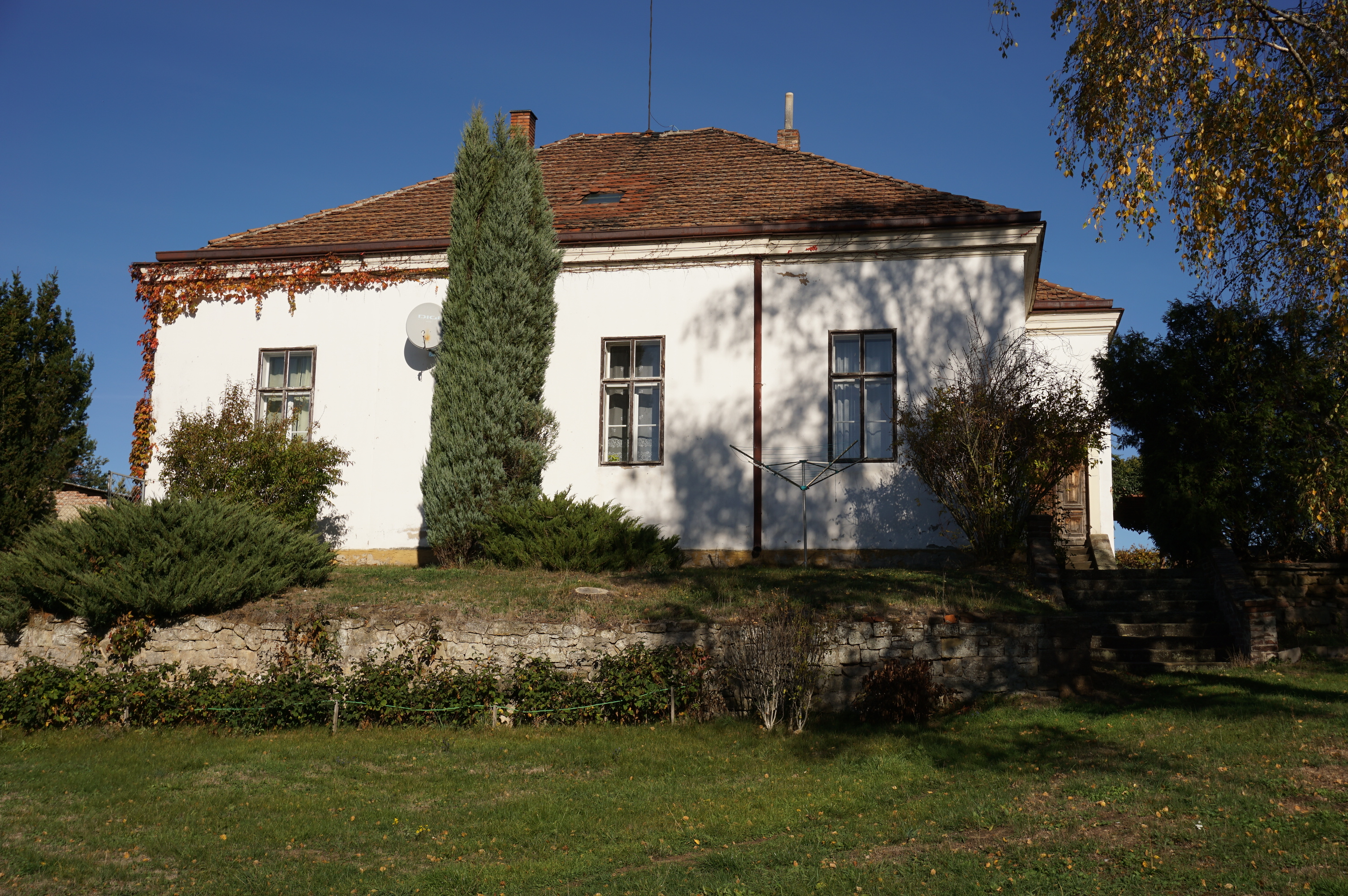
Dům čp. 67
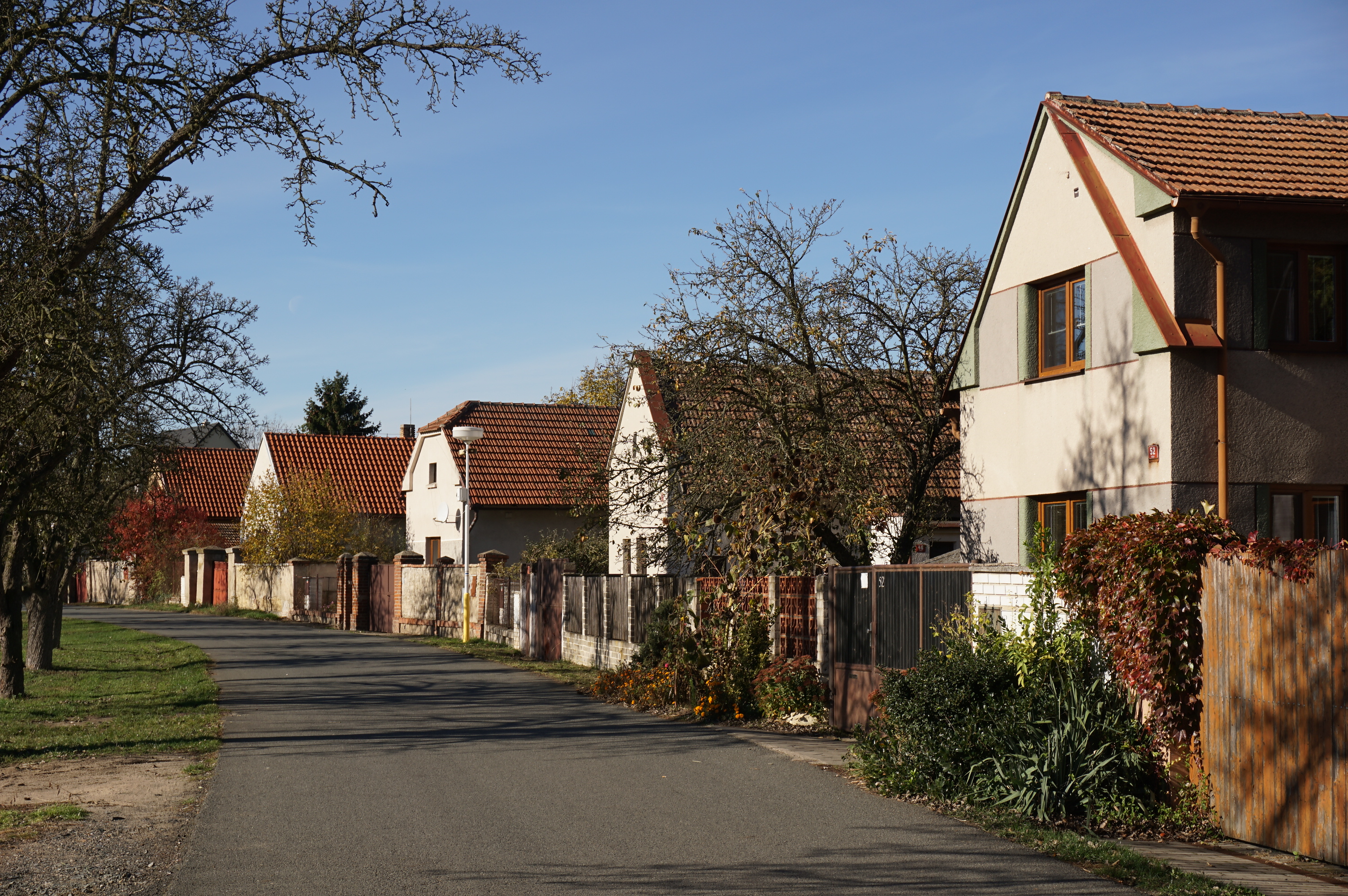
Ulice Na Doubí
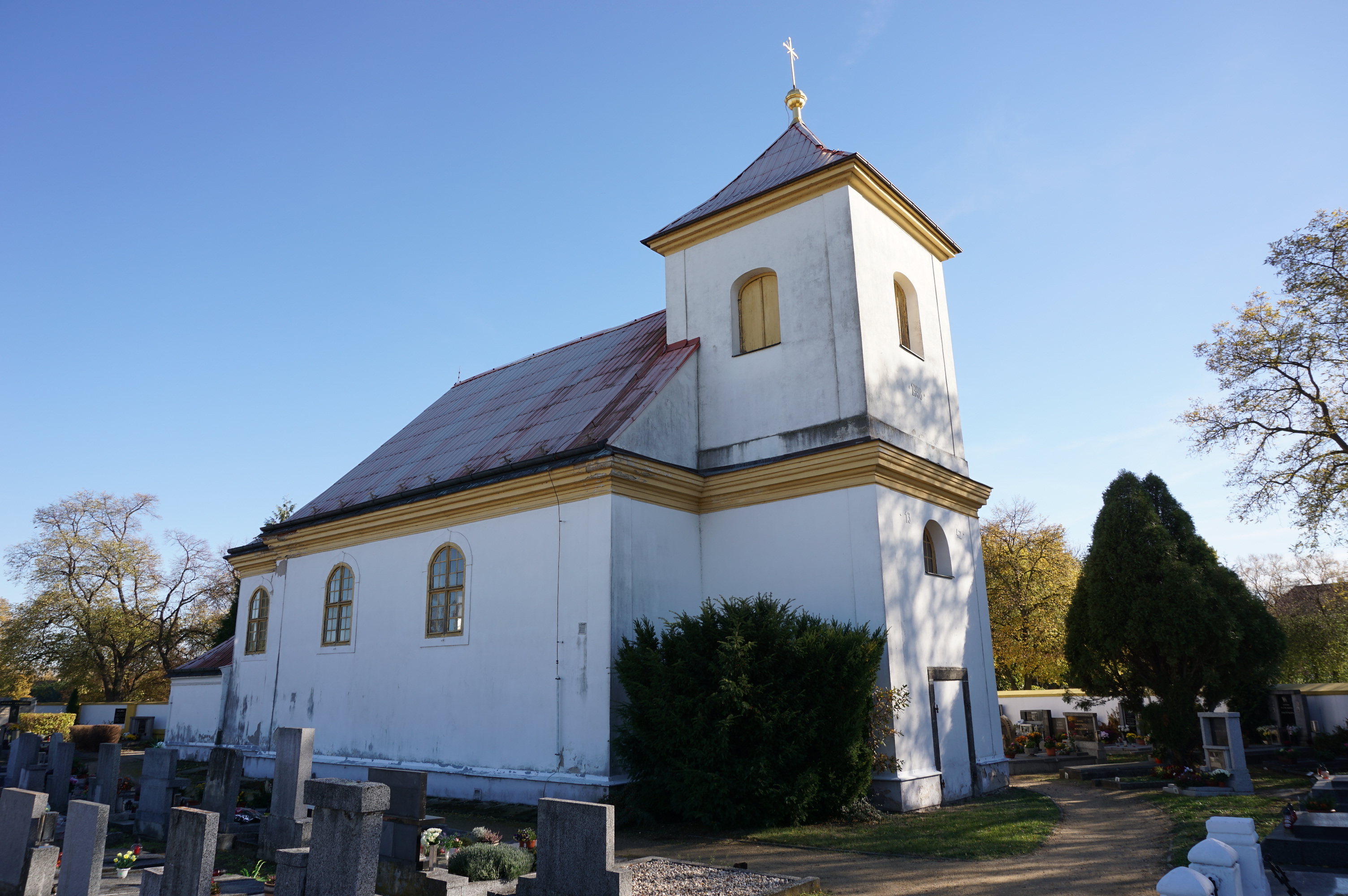
Kostel Všech svatých
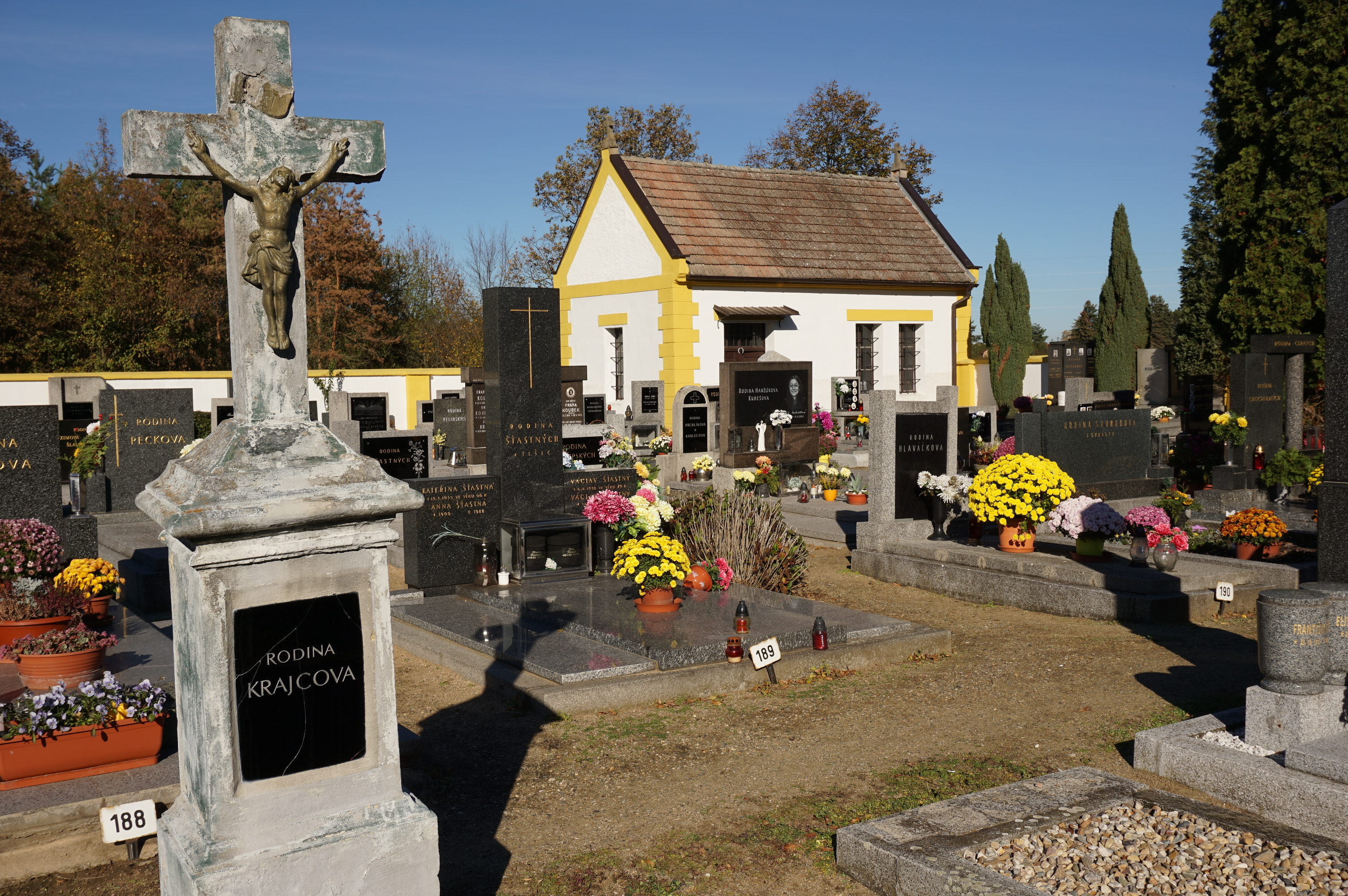
Hřbitov
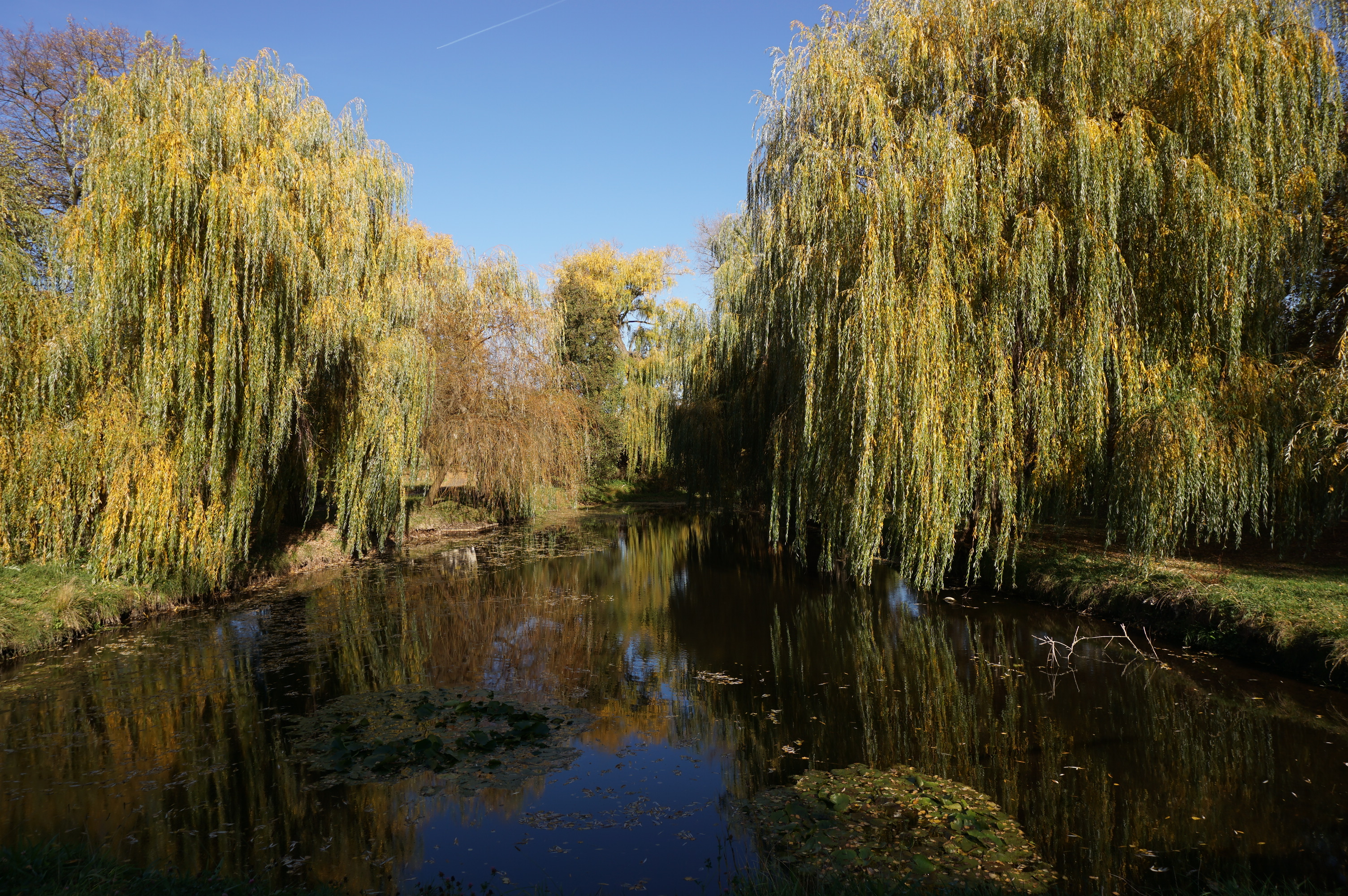
Mrtvé rameno Kozelská tůň
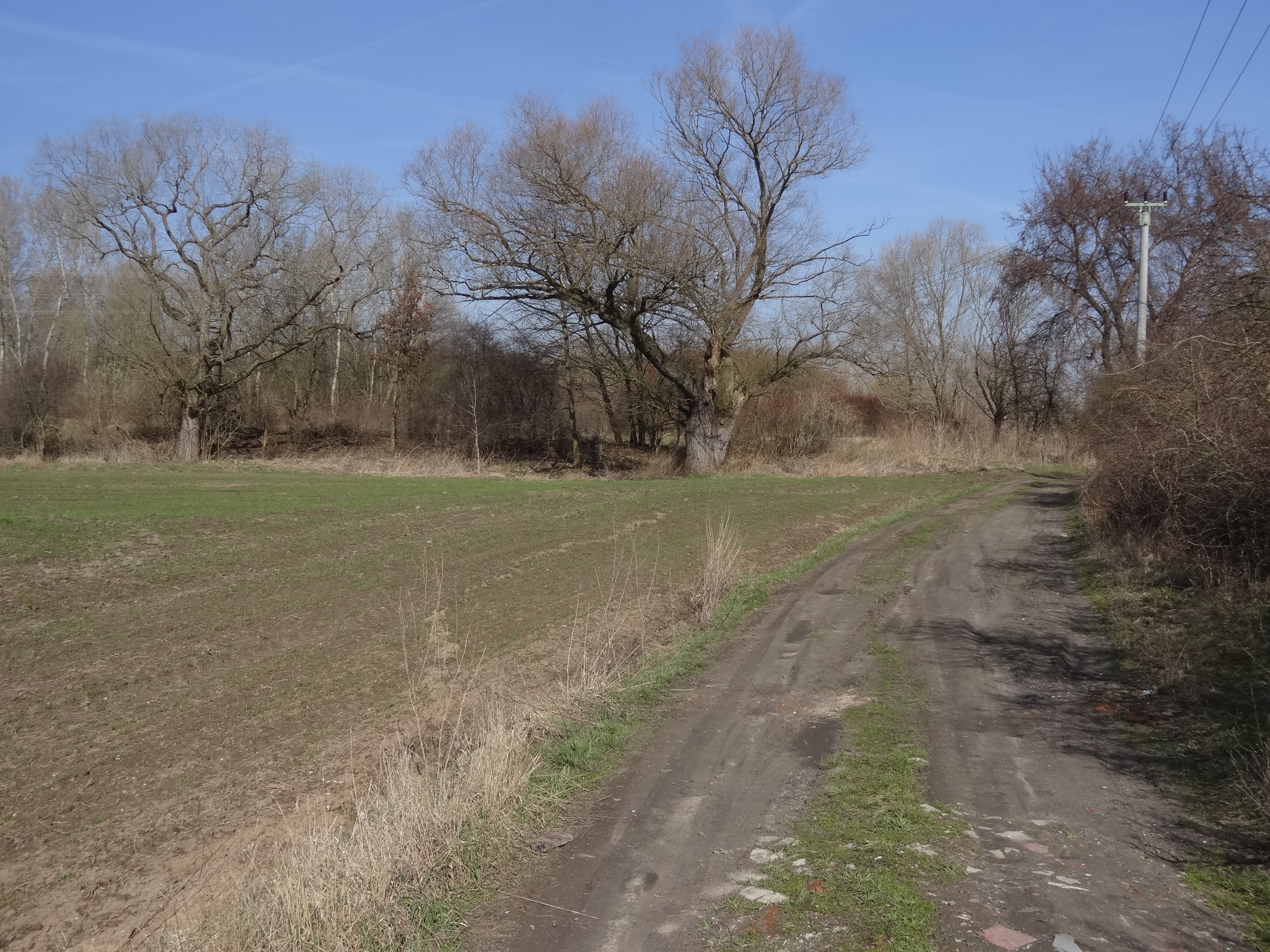
Blatné hradiště na levém břehu Labe